# 快速原子轰击

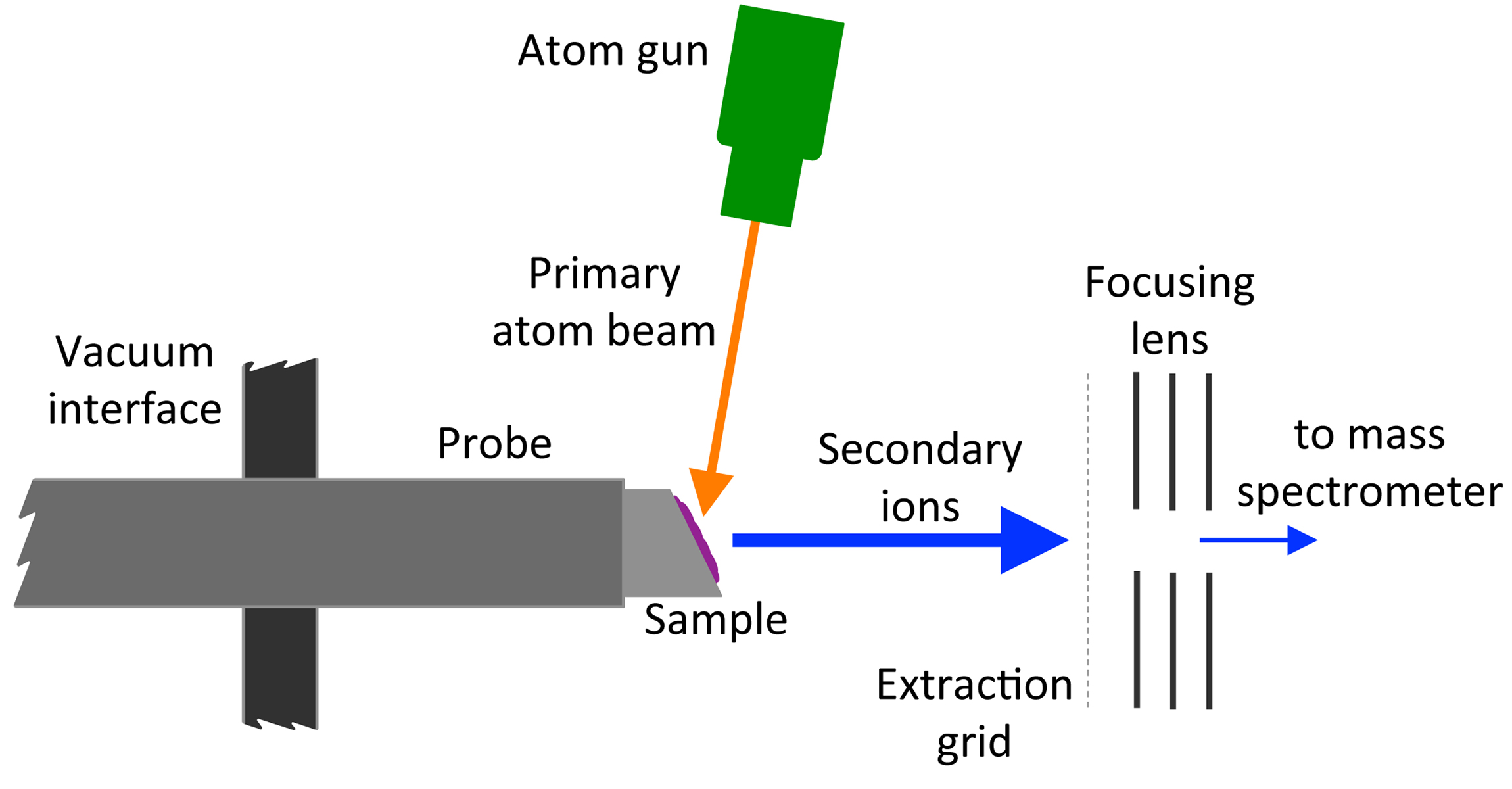
質譜儀的快速原子轟擊(FAB)離子源示意圖。

快速原子撞擊法 (英語：Fast atom bombardment, FAB) 是質譜分析中使用的一種電離技術，其中以高能原子束撞擊表面以產生離子。它由曼徹斯特大學的 Michael Barber 於 1980 年開發。 當使用高能離子束來代替原子時（如在二次離子質譜法中），該方法稱為液體二次離子質譜法 (英語：liquid secondary ion mass spectrometry, LSIMS)。 在 FAB 和 LSIMS 中，將混合分析的材料與非揮發性化學基質，並在真空下用高能（4000 至 10,000 電子伏特）原子束撞擊。原子通常來自惰性氣體，例如氬氣或氙氣。常見的基質包括甘油、硫代甘油、3-硝基苯甲醇 (3-NBA)、18-冠-6 醚、2-硝基苯基辛基醚、環丁碸、二乙醇胺和三乙醇胺。 該技術類似於二次離子質譜和電漿體解析質譜。

## 離子化機制

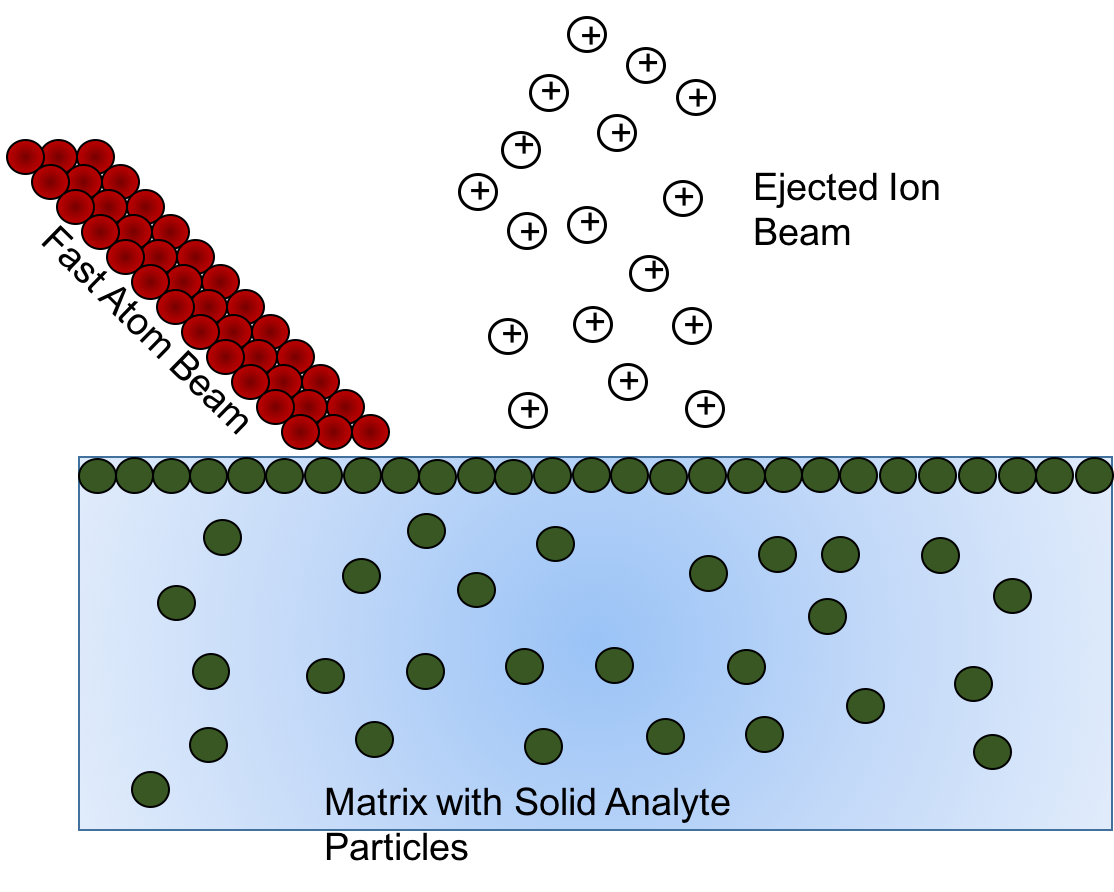
Fast atom bombardment diagram

FAB 是一種相對低碎裂（軟性）電離技術，主要可產生完整的質子化分子，表示為 [M + H]+ 和去質子化分子，例如 [M - H]-。在極少數情況下，也可以在 FAB 光譜中觀察到自由基的陽離子。FAB 為 SIMS 的改進版本，允許離子光束不對樣品造成破壞性影響。這兩種技術的主要區別在於所使用的起始光束的性質不同；為原子或是離子。對於 LSIMS，銫、Cs+ 離子構成撞擊光束，而對於 FAB，該光束主要由 Xe 或 Ar 原子組成。使用氙原子是因為它們往往比氬原子更敏感，因為它們的質量更大，動量更大。對於要被 FAB 電離的分子，首先通過碰撞電子將慢速移動的原子（Xe 或 Ar）游離化。然後這些緩慢移動的原子被電離並加速到一定的電位，並發展成快速移動的離子，這些離子在密集的過量氣體電子雲中變為中性，從而形成流動的高平移能量原子流。儘管尚未了解樣品如何游離化的確切機制，但其游離機制的性質類似於基质辅助激光解吸/电离 (MALDI)和化學游離法(CI)。

## 基質和樣品介紹
如前所述，在 FAB 中，樣品與非揮發性環境物質（基質）混合以便進行分析。 FAB 使用與樣品混合的液體基質，以提供持續的樣品離子電流，通過吸收光束的衝擊來減少對樣品的損壞，並保持樣品分子形成聚集。與任何其他基質一樣，液體基質最重要的是提供了一種促進樣品游離的介質。這種類型的游離最廣泛接受的基質是甘油。為樣品選擇合適的基質至關重要，因為基質也會影響樣品（分析物）離子的破碎程度。然後可以將樣品引入 FAB 分析。引入樣品-基質混合物的常見方法是通過插入探針。將樣品-基質混合物加載到探針上的不銹鋼樣品靶上，然後通過真空鎖將其放置在離子源中。引入樣品的替代方法是使用稱為連續流動快速原子撞擊 (CF)-FAB 的設備。

## 連續流快速原子撞擊
在連續流動快速原子撞擊 (CF-FAB) 中，樣品通過小直徑毛細管引入質譜儀插入探頭。(CF)-FAB 的開發旨在最大限度地減少因基質背景過多導致的基質與樣品的比例過高而導致的檢測靈敏度降低的問題。當使用金屬熔塊分散探針上的液體時，該技術稱為熔塊 FAB。樣品可以通過流動注射、微透析或與液相色譜耦合引入。流速通常在 1 到 20 μL/min 之間。CF-FAB 比靜態 FAB 具有更高的靈敏度。

## 應用

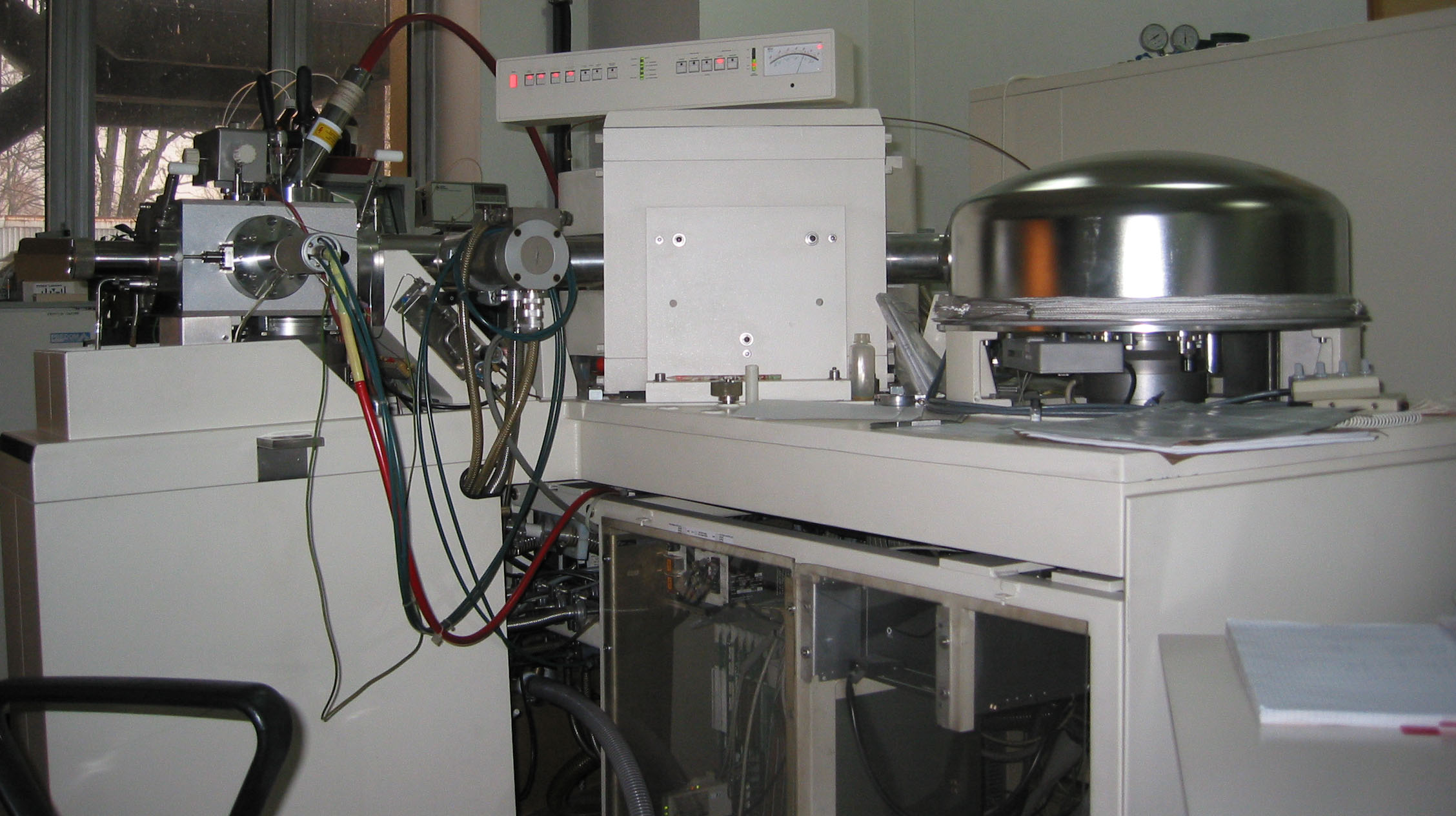
FAB_MS

FAB 實際應用的第一個例子是闡明寡肽依拉肽 D 的胺基酸序列。其中包含各種非常不尋常的胺基酸殘基。該序列顯示為：N-乙醯基-L-pip-AIB-L-pip-AIB-AIB-L-leu-β-ala-gly-AIB-AIB-L-pip-AIB-gly-L-leu -L-iva-AIB-X。 PIP = 哌可酸，AIB = α-氨基-異丁酸，leu = 亮氨酸，iva = 異纈氨酸，gly = 甘氨酸。這是粒線體 ATP 酶活性的有效抑制劑。 FAB 的另一個應用包括其最初用於分析凝聚相樣品。FAB 可用於測量 5000 Dalton以下樣品的分子量及其結構特徵。 FAB 可以與各種質譜儀配對進行數據分析，例如四極柱質譜儀、液相層析質譜儀等。

## 無機分析
1983 年發表了一篇論文，描述了使用快速原子撞擊質譜 (FAB-MS) 分析鈣的同位素。不使用甘油；水溶液中的樣品沉積在樣品靶上並在分析前乾燥。該技術是使用中性初級光束的有效二次離子質譜。對於研究必需礦物質的營養和代謝但缺乏無機質譜儀器如熱電離質譜或電感耦合電漿體質譜 (ICP-MS) 的生物醫學研究人員來說，這是一個受歡迎的發展。相較之下，FAB質譜儀廣泛應用於生物醫學研究機構。多個實驗室採用了這種技術，使用 FAB-MS 來測量鈣、鐵、鎂和鋅同位素研究中的同位素比率。金屬分析需要對質譜儀進行最少的修改，例如用純銀樣品代替不銹鋼樣品目標，以消除不銹鋼成分游離的背景。有時會修改信號採集系統以執行跳峰而不是掃描並進行離子計數檢測。雖然 FAB-MS 獲得了令人滿意的精度和準確度，但該技術是勞動密集型的，樣品通過率非常低，部分原因是因為沒有自動採樣選項。到 2000 年初，這種嚴重的採樣率限制促使 FAB-MS 專家轉而使用傳統的無機質譜儀進行礦物同位素分析，通常是 ICP-MS，它也表現出更高的可負擔性和同位素比分析性能。